# Max von Heckel (Politiker)
Max von Heckel (* 16. November 1935 in München) ist ein ehemaliger deutscher Kommunal- und Landespolitiker (SPD) mit dem Schwerpunkt in der Finanzpolitik. Vom 10. Oktober 1982 bis zum 11. Mai 1996 gehörte er als Abgeordneter dem Bayerischen Landtag an, also in der 10. bis 13. Legislaturperiode.

## Leben
Nach dem Jurastudium war Heckel von 1964 bis 1973 im Bayerischen Staatsdienst tätig, zuletzt als Regierungsdirektor im Bayerischen Wirtschaftsministerium. Anschließend war er bis 1982 Stadtkämmerer in München. Während dieser Zeit kandidierte er 1978 nach dem Kandidaturverzicht des Oberbürgermeisters Georg Kronawitter (SPD) um dessen Amt, unterlag aber gegen Erich Kiesl (CSU). Bei der Landtagswahl im Herbst 1982 gewann Heckel das Direktmandat im damaligen Stimmkreis München-Laim. In den darauffolgenden drei Wahlen zog er jeweils als Listenkandidat des Wahlkreises Oberbayern in den Landtag ein. Im November 1996 legte er sein Mandat nieder, um einen Posten als Generalbevollmächtigter der Thüringer Aufbaubank anzunehmen. Er rückte dort 1997 in den Vorstand auf und verantwortete die Geschäftsbereiche Wohnungsbauförderung und Sonderkunden.
Max von Heckel ist verheiratet mit Annemarie von Heckel und Vater von sechs Kindern.